# 不要鬧工作室
Stopkiddinstudio，中文名為不要鬧工作室，標榜台灣最大在台外國人影音平台，是台灣人Johnny成立的YouTube頻道。其以拍攝各國人士與文化交流的影片為主要內容。該頻道於2006年建立，而工作室於2013年創立，影片由Johnny獨自拍攝及剪接，影片題材包括飲食、教育、環境、語言、臺灣問題及兩岸關係，也曾邀請台北市長柯文哲談論市政。

## 外部連結
- YouTube上的不要鬧工作室頻道
- 不要鬧工作室的Facebook專頁
- 不要鬧工作室的Instagram帳戶